# Spreewaldkrimi: Böses muss mit Bösem enden
Böses muss mit Bösem enden ist die siebzehnte Folge der Kriminalfilmreihe Spreewaldkrimi. Sie wurde am 4. September 2024 auf dem 19. Festival des deutschen Films uraufgeführt. Am 24. Februar 2025 erfolgte die Erstausstrahlung im ZDF.

## Handlung
Nachdem Luise Bohn von einem Unbekannten angeschossen wird, bittet Fichte den berenteten Krüger darum, sich um Fina Jurisch zu kümmern, da sie als Zeugin des Anschlags möglicherweise das nächste Opfer sein könnte. Krüger geht auf die Bitte ein, allerdings sorgt sich der frühere Kommissar gerade sehr um sein Gedächtnis, da er wiederholt Erinnerungen durcheinanderbringt und manche seiner Erlebnisse chronologisch nicht zusammenpassen. Krüger befürchtet, er werde dement. Die Ermittlungen erbringen zunächst nichts; ob Fina in Gefahr ist oder der Täter es auf Polizisten abgesehen hat, ist weiterhin unklar.
Aufgrund seiner Probleme liest Krüger Bücher über Zeitwahrnehmung und besucht auch eine Lesung des Astrophysikers Levi A. Than. Dieser betrachtet die Zeiteinteilung des Menschen als reine Illusion, unterschiedliche Zeitpunkte fänden gleichzeitig statt. Than sagt Krüger auch, man könne deswegen nicht in die vorbestimmten Abläufe eingreifen. Auf dem Friedhof erscheint Krüger in einer Vision seine tote Freundin Marlene, die ihm empfiehlt, er solle nicht alles glauben, was ihm gesagt werde. Than schenkt ihm auch ein Buch über die Zeit, auf welches Krüger in letzter Zeit schon mehrfach gestoßen ist. Da ihn dies aber mit Aussagen über einen Blick in die Zukunft noch mehr verwirrt, verbrennt er es schließlich. Wenig später wird Fichte bei Finas Haus von dem Unbekannten erschossen, Krüger findet den Sterbenden.
Krüger wird in der Stadt von einem Mann beobachtet, Felix Hoffmann, den er vor 20 Jahren für den Mord an einer jungen Frau ins Gefängnis gebracht hat. Hoffmann stritt dies ab. In der Haftzeit sind dessen Tochter, Ehefrau und Mutter verstorben. Es deutet auf einen Rachefeldzug hin, auf dem er Krüger die Menschen nehmen möchte, die ihm am meisten bedeuten. Zurück an seinem Bauwagen bekommt Krüger den Anruf einer psychologischen Gutachterin im Fall Hoffmann, die sich bedankt, dass Krüger diesen jetzt zu einem Geständnis gebracht habe, da er wusste, was das Opfer damals zu ihm sagte: „Böses muss mit Bösem enden“. Auf die Frage nach dem heutigen Tag nennt ihm die Psychologin ein in der Zukunft liegendes Datum. Aufgrund eines Gesprächsabbruchs ruft Krüger umgehend zurück, doch die Frau weiß nichts vom gerade getätigten Anruf und nennt das heutige Datum.
Nach Fichtes Beerdigung werden Krüger und Fina von Hoffmann überwältigt und gefesselt. Krüger konfrontiert Hoffmann damit, dass er von seiner Schuld weiß und was das Opfer damals zu ihm sagte, worauf hin Hoffmann sich schließlich erschießt. Plötzlich steht Krüger in einer Rauchwolke, zurück in dem Moment, als er das Buch verbrennt. Fichte redet mit ihm und Krüger erkennt, dass er wieder in der Gegenwart ist und er Einfluss auf das Geschehen hat. Er schlägt Fichte bewusstlos und sperrt ihn ein, um ihn zu schützen und nimmt Hoffmann dort fest, wo er den sterbenden Fichte gefunden hatte. Anschließend trifft er wieder auf Than, der ihm sagt, er komme aus dem Hass und habe Hoffmann auf ihn angesetzt, um in Krügers Kopf zu gelangen. Es entsteht ein Gespräch darüber, ob wirklich alles so ablief, wie Krüger denkt, und ob die Zeit wirklich nur in eine Richtung geht. Than sagt, warum er Krüger ausgewählt habe und dass dieser zurück zu seinen eigentlichen Talenten müsse. Als Krüger Than damit konfrontiert, dass er in keinem Melderegister eingetragen sei und offiziell gar nicht existiere, verweist dieser auf seinen Namen: Leviathan. Dann ist er plötzlich verschwunden.
Krüger lässt Fichte wieder frei. Dieser erhält kurz darauf einen Anruf mit der Information, dass Luise Bohn gerade verstorben sei. Im Abspann sieht man ein Seeungeheuer die Spree hinabschwimmen. 

## Produktion
Die Dreharbeiten fanden vom 2. April bis zum 3. Mai 2024 in Berlin und Brandenburg statt.

## Rezeption

### Kritiken
Rainer Tittelbach gibt dem Film bei tittelbach.tv insgesamt 4,5 von 6 möglichen Sternen.
Die Redaktion der TV Spielfilm gibt dem Film einen Daumen nach oben, es handele sich um eine „[k]omplexe Folge, die stellenweise wie ein Drogentrip wirkt“.
Oliver Armknecht bewertete die Produktion auf film-rezensionen.de mit sechs von zehn Sternen. Wer einen herkömmlichen Krimi suche, sei hier verkehrt. Der Film sei versponnen und eine Herausforderung für ungeduldige Naturen. Die unwirkliche Atmosphäre, die philosophischen Überlegungen und die Besetzung machten den Teil zu einer etwas anderen Fernseherfahrung.

### Einschaltquote
Bei der Erstausstrahlung des Films am 24. Februar 2025 im ZDF schalteten in Deutschland 5,76 Millionen Zuschauer ein. Dies entsprach einem Marktanteil von 23,0 % für den Sender.